# Eccremis
Eccremis é um género monotípico de plantas com flor pertencente à sufamília Hemerocallidoideae cuja única espécie é Eccremis coarctata.